# Бердянська районна рада
Бердянська районна рада — районна рада Бердянського району Запорізької області, з адміністративним центром в м. Бердянськ.
Бердянській районній раді підпорядковані 1 селищна рада і 11 сільських рад, до складу яких входять 1 селище міського типу, 1 селище та 35 сіл. Водойми на території районної ради: Азовське море та річки Берда, Берестянка, Буртиччя, Кільтичія, Куца Бердянка, Обіточна, Чокрак.  
Населення становить 25 991 особи. З них 2 936 (11%) — міське населення, 23 055 (89%) — сільське.

## Керівний склад ради
Загальний склад ради: 42 депутати. Партійний склад ради: "Опозиційна платформа — За життя" — 14 (33.33%), "Слуга народу" — 8 (19.05%), "Наш край" — 6 (14.29%), "Опозиційний блок" — 5 (11.90%), Всеукраїнське об’єднання "Батьківщина" — 5 (11.90%), "Європейська Солідарність" — 4 (9.52%).
- Голова — Васильчик Жанна Олександрівна
- Заступник голови — Закоморний Микола Миколайович